# Miktila (dystrykt)
Dystrykt Miktila – dystrykt prowincji Mandalaj w środkowej Mjanmie. Przez teren dystryktu przepływa rzeka Samôn, która jednak nie jest spławna. Na terenie dystryktu znajduje się kilka ważnych pagód będących celem pielgrzymek buddystów spoza tego rejonu, z których najważniejsza jest Shwezigon.

## Okręgi miejskie
Dystrykt składa się z następujących okręgów miejskich:
- Mahlaing (część północno-zachodnia)
- Miktila (część południowo-zachodnia)
- Thazi
- Wundwin